# نيكولاس آر أوليسون
نيكولاس روس أوليسون (بالإنجليزية: Nicholas Ross Oleson)‏ هو ممثل أمريكي ولد بتاريخ 23 فيفري 1966 وتوفي في 2 جوان 1997 بسبب نوبة قلبية.

## أعماله
أبرز أعماله هو فيلم التاريخ الأمريكي x.

## وصلات خارجية
- نيكولاس آر أوليسون على موقع IMDb (الإنجليزية)
- نيكولاس آر أوليسون على موقع قاعدة بيانات الفيلم (الإنجليزية)

صفحته على IMDb